# Hrabstwo Oglala Lakota
Hrabstwo Oglala Lakota (ang. Oglala Lakota County) – hrabstwo w stanie Dakota Południowa w Stanach Zjednoczonych. Zostało utworzone w 1875 roku. Jego nazwa brzmiała pierwotnie Shannon County; zmiana na Oglala Lakota County nastąpiła 1 maja 2015 r. w wyniku referendum, w którym za nową nazwą opowiedziało się 80% uprawnionych.
Obszar całkowity hrabstwa wynosi 5430,3 km². Według szacunków United States Census Bureau w roku 2009 miało 13 727 mieszkańców. Siedzibą administracyjną jest Hot Springs, miejscowość który należy do hrabstwa Fall River.

## Miejscowości
- Batesland

## CDP
- Pine Ridge
- Kyle
- Manderson-White Horse Creek
- Oglala
- Porcupine
- Wounded Knee